# Richard Wernecke
Richard Wernecke (geboren am 17. September 1881 in Magdeburg; gestorben am 17. Oktober 1934 in Trier) war ein Damenschneider, sozialdemokratischer Partei- und Arbeitersportfunktionär.

## Leben
Richard Wernecke wurde in Magdeburg geboren. In Trier war er in der SPD und in der Arbeiterwohlfahrt tätig. Wernecke war Mitglied des Vorstandes des SPD-Ortsvereins St. Matthias-Medard-Feyen sowie 1929 und 1930 Vorsitzender des Ortsvereins der SPD in Trier. Er war Mitglied der Pressekommission der sozialdemokratischen Tageszeitung Volkswacht.
1926 war er Gründer der „Freien Sportvereinigung“ Trier und damit des Trierer Arbeitersportkartells, das Mitglied im Arbeiter-Turn- und Sportbund war. Wernercke war auch führend bei den Naturfreunden in Trier tätig. 1929 wurde er zum Vorsitzender des Arbeitersportkartells seiner Heimatstadt gewählt. Von 1932 bis 1933 war er 2. Vorsitzender des Reichsbundes der Kriegsbeschädigten, Kriegsteilnehmer und Kriegshinterbliedenen in Trier.
Seine Wahl zum Delegierten zum internationalen Kongress der Antifaschistischen Aktion in Amsterdam vom 27. bis 29. August 1932 führte zu seinem Ausschluss aus der SPD. 
Richard Wernecke starb am 17. Oktober 1934 in Trier.